# Mathias Beer
Mathias Beer (* 27. September 1957 in Hermannstadt) ist ein rumäniendeutscher Historiker. Seit 2007 ist er Geschäftsführer und stellvertretender Leiter des Instituts für donauschwäbische Geschichte und Landeskunde (IdGL) in Tübingen.

## Leben und Wirken
Beer studierte Geschichte und Germanistik an den Universitäten Hermannstadt und später an der Universität Stuttgart. 1984 absolvierte er sein erstes Staatsexamen, danach erhielt er zwischen 1985 und 1988 ein Promotionsstipendium der Studienstiftung des deutschen Volkes. 1989 promovierte er mit einer Arbeit über „Eltern und Kinder des späten Mittelalters in ihren Briefen“. Danach war Beer wissenschaftlicher Angestellter am Historischen Institut der Universität Stuttgart. Ab 1990 war er Leiter des „Forschungsbereichs Zeitgeschichte“ am Institut für donauschwäbische Geschichte und Landeskunde in Tübingen. Seit 2007 ist er Geschäftsführer und stellvertretender Leiter des IdGL.
Seine Forschungsschwerpunkte sind die Mentalitäts-, Verwaltungs-, Politik-, Wissenschafts- und insbesondere die Migrationsgeschichte der deutschen und südosteuropäischen Neuzeit und Zeitgeschichte und unter anderem Baden-Württemberg als Zuwanderungsland.
Weiterhin ist er Sprecher des Zentrums zur Erforschung deutscher Geschichte und Kultur in Südosteuropa der Universität Tübingen, Vorstandsmitglied der Gesellschaft für Historische Migrationsforschung, Vorsitzender der Kommission für Geschichte und Kultur der Deutschen in Südosteuropa und Mitglied des Wissenschaftlichen Beirats des Siebenbürgen-Instituts.

## Ehrungen
- Ludwig-Uhland-Preis (2017)

## Schriften (Auswahl)
Monographien
- Die Flüchtlingsfrage in Deutschland nach 1945. Geschichte, Forschung, Erinnerung (= Migration in Wirtschaft, Geschichte & Gesellschaft, Bd. 3). V&R unipress, Göttingen 2025, ISBN 978-3-8471-1811-4.

- Flucht und Vertreibung der Deutschen. Voraussetzungen, Verlauf, Folgen. Beck, München 2011, ISBN 978-3-406-61406-4.
- Flüchtlinge und Vertriebene im deutschen Südwesten nach 1945. Eine Übersicht der Archivalien in den staatlichen und kommunalen Archiven des Landes Baden-Württemberg (= Institut für Donauschwäbische Geschichte und Landeskunde. Schriftenreihe des Instituts für Donauschwäbische Geschichte und Landeskunde. Bd. 2). Thorbecke, Sigmaringen 1994, ISBN 3-7995-2502-5.
- Eltern und Kinder des späten Mittelalters in ihren Briefen. Familienleben in der Stadt des Spätmittelalters und der frühen Neuzeit mit besonderer Berücksichtigung Nürnbergs (1400–1550) (= Nürnberger Werkstücke zur Stadt- und Landesgeschichte. Bd. 44.). Stadtarchiv, Nürnberg 1990, ISBN 3-87432-115-0.

Herausgeberschaften
- (mit Sorin Radu): Migration und kulturelles Erbe. Das Beispiel der deutschen Minderheiten in und aus Rumänien (= Schnittstellen, Bd. 27). Vandenhoeck & Ruprecht, Göttingen 2024, ISBN 978-3-525-30241-5.
- Landesgeschichte mit und ohne Land. West- und ostdeutsche Historische Kommissionen nach 1945 (= Schriftenreihe des Instituts für Donauschwäbische Geschichte und Landeskunde, Bd. 27). Steiner, Stuttgart 2023, ISBN 978-3-515-13516-0.
- Krieg und Zwangsmigration in Südosteuropa 1940-1950 (= Schriftenreihe des Instituts für Donauschwäbische Geschichte und Landeskunde, Bd. 22). Steiner, Stuttgart 2019, ISBN 978-3-515-11676-3.
- Über den Tellerrand geschaut. Migration und Ernährung in historischer Perspektive (18. bis 20. Jahrhundert) (= Migration in Geschichte und Gegenwart, Bd. 7). Klartext-Verl., Essen 2014, ISBN 978-3-8375-0704-1.
- Migration und Mythen. Geschichte und Gegenwart – lokal und global. Süddeutsche Verlags-Ges., Ulm 2014, ISBN 978-3-88294-462-4.
- Baden-Württemberg – eine Zuwanderungsgeschichte. (= Schriften zur politischen Landeskunde Baden-Württembergs. Bd. 40). Kohlhammer, Stuttgart 2014, ISBN 978-3-945414-00-2.
- mit Stefan Dyroff: Politische Strategien nationaler Minderheiten in der Zwischenkriegszeit (= Buchreihe der Kommission für Geschichte und Kultur der Deutschen in Südosteuropa. Bd. 42). Oldenbourg, München 2013, ISBN 978-3-11-035148-4.
- Das Heimatbuch. Geschichte, Methodik, Wirkung. V & R unipress, Göttingen 2010, ISBN 978-3-89971-788-4.
- Deutschsein als Grenzerfahrung. Minderheitenpolitik in Europa zwischen 1914 und 1950. Klartext-Verl., Essen 2009, ISBN 3-8375-0097-7.
- Auf dem Weg zum ethnisch reinen Nationalstaat? Europa in Geschichte und Gegenwart. Attempto-Verl., Tübingen 2004, ISBN 3-89308-348-0.